# Elektronprikformel
|  | Dublet Denne artikel handler om det samme som Elektronprikmodellen. (Diskutér artiklen) |

En elektronprikformel er en måde at tegne atomer, molekyler og ioner op på, hvor man indikerer alle valenselektronerne (elektronerne i den yderste atomskal) for atomet/samtlige atomer i enheden. Med elektronprikformlen kan man holde styr på, hvor mange bindinger atomet i enheden danner, sammenholde det med antal valenselektroner samt antal lonepairs og dermed beregne evt. ladning for atomet.
 Der er for få eller ingen kildehenvisninger i denne artikel, hvilket er et problem. Du kan hjælpe ved at angive troværdige kilder til de påstande, som fremføres i artiklen.